# تورنبرگ (ویرجینیا)
تورنبرگ (به انگلیسی: Thornburg) یک منطقهٔ مسکونی در ایالات متحده آمریکا است که در شهرستان اسپوت‌سیلوانیا، ویرجینیا واقع شده‌است.